# Antoine Philippe de Visscher de Celles
Pour les articles homonymes, voir Visscher et Celles.
Antoine Philippe Fiacre Ghislain de Visscher, comte de Celles ou de Vischer, comte de Celles (1779-1841) est un homme politique belge, naturalisé français en 1832.

## Biographie

### Famille
Il naquit à Bruxelles, le 10 octobre 1779, de Joseph Albert Ferdinand, quatrième baron de Celles, et de Marie Philippine de Coloma de Leeuw. Ce personnage était l'un des derniers descendants mâles d'une ancienne famille qui se prétendait allemande d'origine et se donnait pour fondateur un chevalier du nom de Frédéric, qui aurait trouvé la mort en Palestine, en 1168.
Ce qui est certain, c'est que les Visscher augmentèrent constamment leur fortune et leur position sociale aux XVIIe et XVIIIe siècles, fournirent des représentants aux magistrats de Bruxelles et d'Anvers, acquirent plusieurs seigneuries, et furent honorés, le 1er septembre 1686, du titre de baron de Celles, d'après le village de Pont-à-Celles, dans l'ancien duché de Brabant (aujourd'hui en province de Hainaut). Du chef de cette baronnie, les Visscher étaient de droit membres de l'état noble du duché.
Les Visscher de Celles appartenaient aux Lignages de Bruxelles.
Par sa mère, le comte de Celles descendait de Pierre-Paul Rubens.
Sa sœur Henriette de Visscher de Celles avait épousé le comte de Roose de Baisy, avec qui elle eut deux filles : Henriette, mariée avec Philippe Gillès. et Elisabeth, mariée avec le comte Amédée de Beauffort.

### Carrière
Les prérogatives et les titres que le jeune baron avait hérités de ses ancêtres furent anéantis par la réunion du pays à la République française. Lorsque l'ordre commença à se rétablir, Philippe de Celles s'empressa d'accepter des fonctions publiques : il devint vers 1800 maire de la commune de Hever, fut désigné pour faire partie du conseil municipal de Bruxelles (décret impérial du 5 brumaire an XIII), entra dans le conseil des hospices et l'administration des prisons de cette ville, et fut appelé aux fonctions de membre du conseil général et du conseil électoral du département de la Dyle. Vers 1805, il faut aussi maire de la commune de Laeken,.

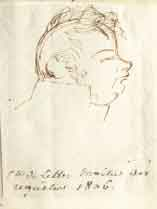
Vischer de Celles, maître des requêtes, par Frédéric Christophe d'Houdetot (1778–1859).

L'empereur Napoléon avait eu occasion de remarquer Philippe de Celles lorsque celui-ci se rendit à Paris avec la première députation que le département envoya auprès du nouveau chef de l'État. Le jeune gentilhomme lui donna une preuve de dévouement en sollicitant, lors de la coalition de 1805, son admission dans l'armée ; il y fut en effet placé comme officier d'ordonnance avec le grade de capitaine de cavalerie et fit en cette qualité la campagne d'Austerlitz. De retour à Paris, Napoléon le nomma auditeur du Conseil d'État, attaché à la section des finances (11 février 1806). Peu de jours après, tandis qu'il renonçait aux fonctions de membre du conseil municipal de Bruxelles (20 février 1806), il fut élevé le 6 juin 1806 au rang de maître des requêtes en service extraordinaire et siégea en cette qualité jusqu'au 10 décembre de la même année, moment où il fut appelé à la préfecture de la Loire-Inférieure. Son administration fut signalée, à Nantes, par l'établissement du lycée, de la bibliothèque publique, du muséum d'histoire naturelle, la reconstruction du grand théâtre, la reprise des travaux de la Bourse et la fondation du dépôt de mendicité. Son zèle lui valut la dignité de comte de l'Empire et la décoration de la croix de la Légion d'honneur, en 1809, à la suite d'un voyage que Napoléon Ier et l'impératrice Joséphine firent dans les départements de l'Ouest. L'antique écusson de sa famille, de gueules au sautoir d'or, fut alors orné du franc-quartier de comte conseiller d'État, échiqueté d'azur et d'or. Les lettres patentes, qui conférèrent au préfet de Loire-Inférieure le titre de comte de l'empire, érigèrent également en majorat son domaine de Schiplaken, à Hever, et d'autres biens d'un revenu total de 10 183 francs (27 septembre 1809).
Après l'annexion du Royaume de Hollande à l'Empire français de Napoléon, un vif mécontentement s’y manifesta, particulièrement à Amsterdam, qui souffrait énormément de l’interruption de son commerce et ne subissait qu'avec douleur la rigoureuse loi de la conscription militaire. Le souverain confia l'administration du département du Zuyderzée à Antoine Philippe de Celles, en lui recommandant expressément l'exécution de ces lois que le peuple hollandais avait si fort en horreur. Le comte exécuta les ordres de Napoléon, mais son obéissance passive, si elle lui valut les éloges de l'empereur, attira sur lui la haine de la population, haine dont il faillit être la victime lorsque la Hollande s'insurgea contre la domination française, à la suite des événements de 1813. Le 30 novembre 1813, il dut quitter son poste et revenir à Paris avant de retourner à Bruxelles.
Réfugié à Paris, Philippe de Celles allait entrer au Conseil d'État ; mais les événements se précipitèrent : la soumission de la capitale de la France aux alliés le rendit à sa vie privée. Il redevint également baron, car Guillaume Ier des Pays-Bas refusa de reconnaître son titre de comte. De retour en Belgique, il passa plusieurs années éloigné des affaires. Lors de la formation des administrations provinciales, il fit partie de l'ordre équestre du Brabant méridional et, en 1821, fut envoyé par ses concitoyens à la seconde Chambre des États généraux, dont il fit partie jusqu’en 1830. Le gouvernement néerlandais voulant utiliser son expérience des affaires, l'envoya près du Saint-Siège en qualité d'ambassadeur et de ministre plénipotentiaire, et ce fut lui qui conclut, le 18 juin 1827, avec le pape Léon XII, le concordat qui sert de base en Belgique à l'organisation du clergé catholique et à ses relations avec les autorités laïques. Dans l'entre-temps, une scission s'était opérée entre le roi Guillaume Ier et la majorité de ses sujets belges : Antoine Philippe de Celles, partageant l'opinion de la plupart de ses compatriotes, et voulant se placer sur les bancs de l'opposition, donna sa démission de ses fonctions d'ambassadeur, démission qui fut agréée par le roi, le 26 août 1829.
Antoine Philippe de Celles penchait ouvertement pour une séparation administrative des deux grandes fractions du royaume. Après le soulèvement du mois d'août 1830, il se prononça en ce sens et fut désigné pour faire partie de la députation qui alla à La Haye solliciter cette séparation. Le choix de Philippe de Celles était un choix malheureux, car le souvenir de son rôle en tant que préfet du Zuiderzée attisa encore la colère des Néerlandais contre les rebelles belges. La députation échoua dans ses tentatives et ce fut le canon qui déchira le pacte en vertu duquel les Belges et les Néerlandais avaient constitué pendant quinze ans une seule nation.
Député de l'arrondissement de Bruxelles au Congrès national, Antoine Philippe de Celles fut appelé à la vice-présidence du comité diplomatique et désigné pour remplir les fonctions de chargé d'affaires à Paris. Dans le cadre de ces dernières fonctions, il favorisa l'élection du duc de Nemours au trône de Belgique, mais le roi Louis-Philippe refusa la couronne offerte à ce dernier, en alléguant la crainte d'une guerre européenne. Cet état de choses plaça dans une position très fausse le comte de Celles, qui n'avait pas caché ses efforts en faveur du duc de Nemours. Il fut remplacé dans sa mission auprès du gouvernement français par le comte Le Hon. Par la suite, Philippe de Celles fit opposition à la candidature de Léopold de Saxe-Cobourg-Gotha. Enfin, il résolut de se fixer à Paris, où il jouissait d'une grande faveur auprès du roi et où ses filles s'étaient mariées. Naturalisé français le 6 février – 15 mars 1832, il obtint des lettres de grande naturalisation le 6 mars 1833 et fut appelé au Conseil d'État en qualité de conseiller en service extraordinaire. Il allait être compris dans une fournée de pairs lorsque sa vie se termina à Paris, le 1er novembre 1841.

### Mariage et descendance
Antoine Philippe de Visscher de Celles épouse en 1810 Louise Philippine Séraphine Félicité de Timbrune de Thiembrone de Valence (Paris, 29 juin 1787 - Rome, 13 janvier 1828), fille de Jean-Baptiste Cyrus de Timbrune de Thiembronne, comte de Valence, général, pair de France, grand-officier de la Légion d'honneur, et de Pulchérie Brulart de Genlis. Elle décéda à Rome, alors que son époux était ambassadeur du royaume des Pays-Bas et elle fut enterrée dans l'église des ambassades. Elle était la petite-fille de Charles Alexis Brulart de Genlis et celle de son épouse, Félicité du Crest de Saint-Aubin. Elle était aussi la nièce du maréchal Gérard. Tous deux eurent trois filles :
- Pulchérie Félicité Cornélie Ghislaine de Visscher de Celles (Paris, 10 janvier 1811 - Paris, 21 février 1888), mariée à Paris le 6 avril 1831 avec Henri des Acres de L'Aigle, comte de L'Aigle (1803-1875), conseiller général et député de l'Oise, dont postérité ;
- Antonine de Visscher de Celles (Paris, 23 février 1812 - assassinée à Paris, 20 février 1856), mariée à Paris le 20 avril 1833 avec Auguste Luc Nompar de Caumont La Force, 11e duc de La Force, officier, sénateur du second Empire (1803-1882), dont postérité ;
- Inès de Visscher de Celles (1814 - ).

## Sources
- Alphonse Wauters, Biographie nationale de Belgique, t. III, 1872, col. 398-402.
- Michel Janssens, « À propos des origines de la famille de Visscher de Celles »